# Erin Mendenhall

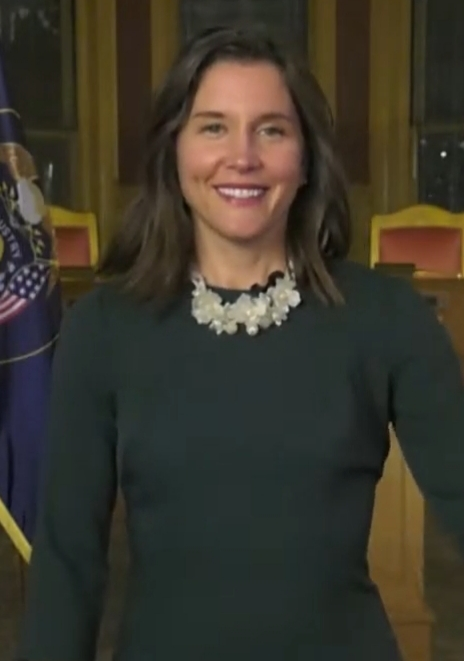
Erin Mendenhall, 2021

Erin J. Mendenhall (* 8. Juni 1980 in Arizona) ist eine US-amerikanische Politikerin (Demokratische Partei). Sie ist seit dem 6. Januar 2020 Bürgermeisterin von Salt Lake City, der Hauptstadt des Bundesstaates Utah.

## Leben
Erin Mendenhall wurde in Arizona geboren und zog als Siebenjährige mit ihren Eltern nach Sandy, Utah, wo sie aufwuchs. Sie studierte Gender Studies an der University of Utah und schloss das Studium mit dem Bachelorabschluss ab, später erwarb sie ebenfalls an der University of Utah den akademischen Grad Master of Science in der Fachrichtung Technologiemanagement. 2013 wurde Erin Mendenhall in den Stadtrat von Salt Lake City gewählt. Bei der Bürgermeisterwahl am 15. August 2019 erhielt Mendenhall mit 24,27 Prozent die meisten Stimmen im acht Kandidaten umfassenden Bewerberfeld, bei der Stichwahl am 5. November 2019 setzte sie sich gegen die Senatorin Luz Escamilla durch. Am 6. Januar 2020 löste sie somit Jackie Biskupski ab, die nicht erneut zur Wahl angetreten war.
Erin Mendenhall war in erster Ehe mit Jared Mendenhall verheiratet, die Ehe wurde vor 2013 geschieden. Im Jahr 2014 machte sie ihre Beziehung zu Kyle LaMalfa öffentlich, der wie Mendenhall Stadtratsmitglied in Salt Lake City war und mit dem sie inzwischen verheiratet ist. Sie hat drei Kinder.